# جان باتيست روبن
جان باتيست روبن (بالفرنسية: Jean-Baptiste Robin)‏ هو عازف الأرغن وملحن فرنسي، ولد في 5 أكتوبر 1976 في كلامار في فرنسا.

## وصلات خارجية
- جان باتيست روبن على موقع ميوزك برينز (الإنجليزية)
- جان باتيست روبن على موقع ديسكوغز (الإنجليزية)